# マンホール
マンホール（英: manhole）は、地下の管渠内で点検、調査、清掃、修繕など維持管理を行う人が出入りするための設備。地下の管渠の起点のほか、合流部、屈曲部、勾配や管径が変化する箇所、段差がある箇所、長い管の中間部など維持管理上必要な箇所に設置され、管渠を接合して連絡する機能を持つ構造物である。なお、例外的に人の出入りが出来ない小型マンホールに分類されるものもある。
専門的には「人孔」という。また「潜孔」という訳語もある。

## 概要

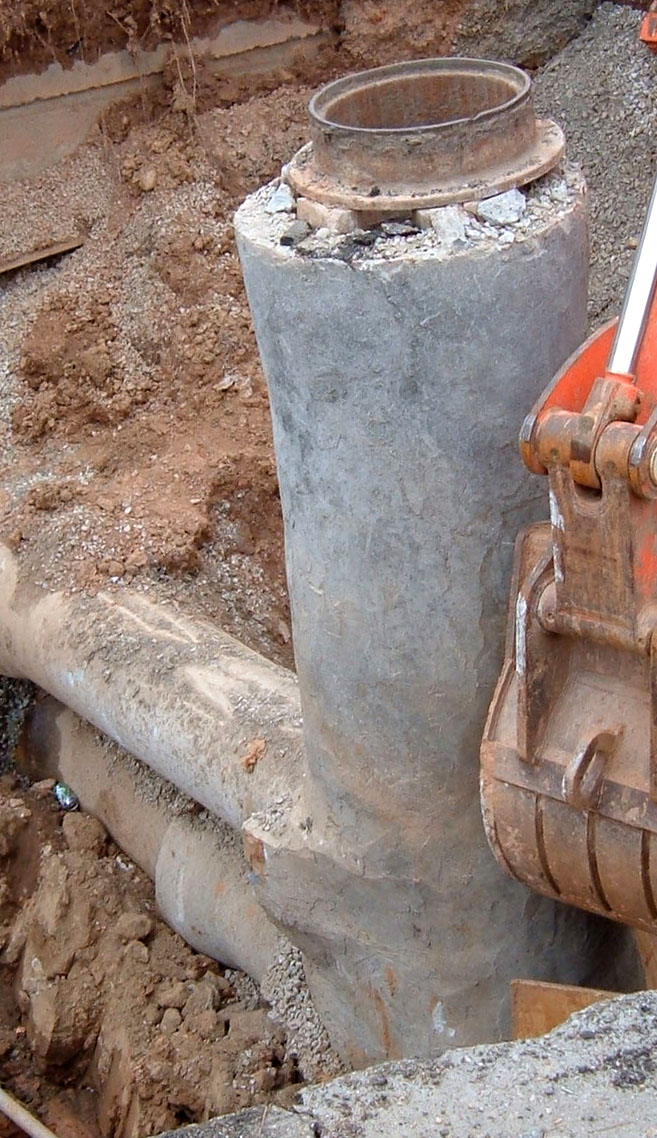
道路工事で露出したマンホール

マンホールは斜壁、直壁、副管、底版等から構成され、通常は縦孔である。しかし、直上に出入口を設置できない場合に側方に歩道を開いて設置する側面人孔のような特殊なものもある。
下水道の管路施設としては、円形と矩形があり、一般的な円形のものは最小で内径90cm、120cm、150cmとあり、それぞれ1号、2号、3号マンホールと名付けられている。なお、マンホールの代用として設置された小型のものに燈孔（ランプホール）があり、灯火や反射鏡を垂らして検査を行ったり、洗浄用のホースを通したり、換気を行うための設備である。なお、寒冷地では街路の雪を下水渠に排雪するため雪孔を設ける場合もある。
通信分野では通信ケーブルの敷設や接続などのために地下に設けられる上床版を有する10メートル未満の構造物をいい、10メートル以上のものは「とう道」と呼び区別する。マンホールと比較して小型で上床版がないものはハンドホールという。
manholeという英単語は、man（人）とhole（穴）を組み合わせた語である。アメリカ合衆国カリフォルニア州サクラメントでは1990年以降、マンホールの公的な名称として「メンテナンス・ホール (maintenance hole)」を使用している（ポリティカル・コレクトネスを参照）。

## 用途

### 下水道施設
標準マンホール、組立マンホール、特殊マンホール、下水道用レジンコンクリート製マンホール、小型マンホールがある。材質はレジンコンクリートや塩化ビニル製もあるが、多くはコンクリート製である。
日本では災害時、下水道に通じるマンホールにトイレを設営し、断水・損壊した家屋内トイレを代用する「マンホールトイレ」が開設される。

### 通信用施設
建設工法による分類では、現場で鉄筋コンクリートを打設する現場打ちマンホールと、分割したパーツを現場に運んで組み立てるブロックマンホールに分けられる。材質では鉄筋コンクリートマンホールとレジンコンクリートマンホールに分けられる。

## 蓋

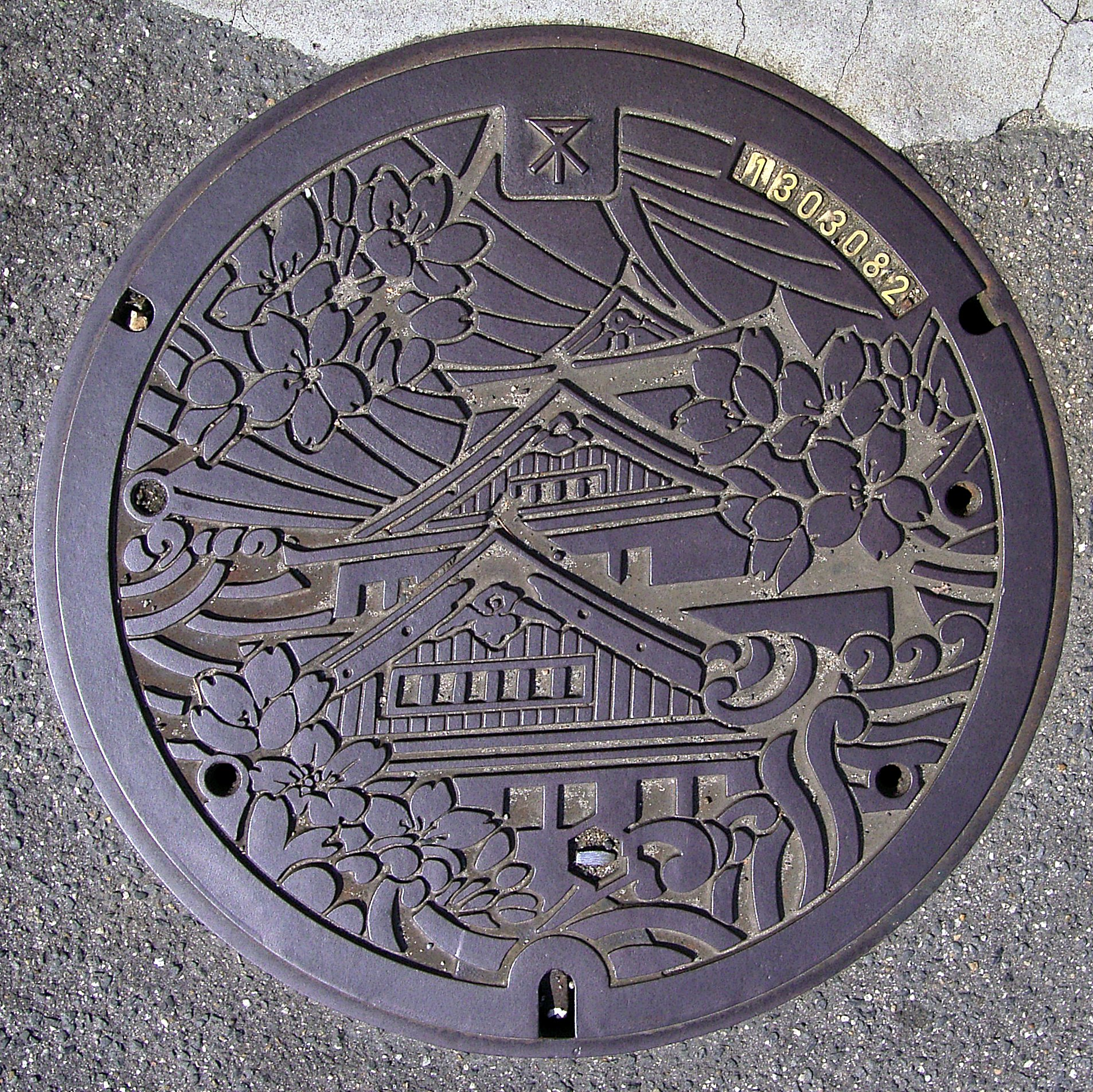
マンホールの蓋（大阪府大阪市中央区）

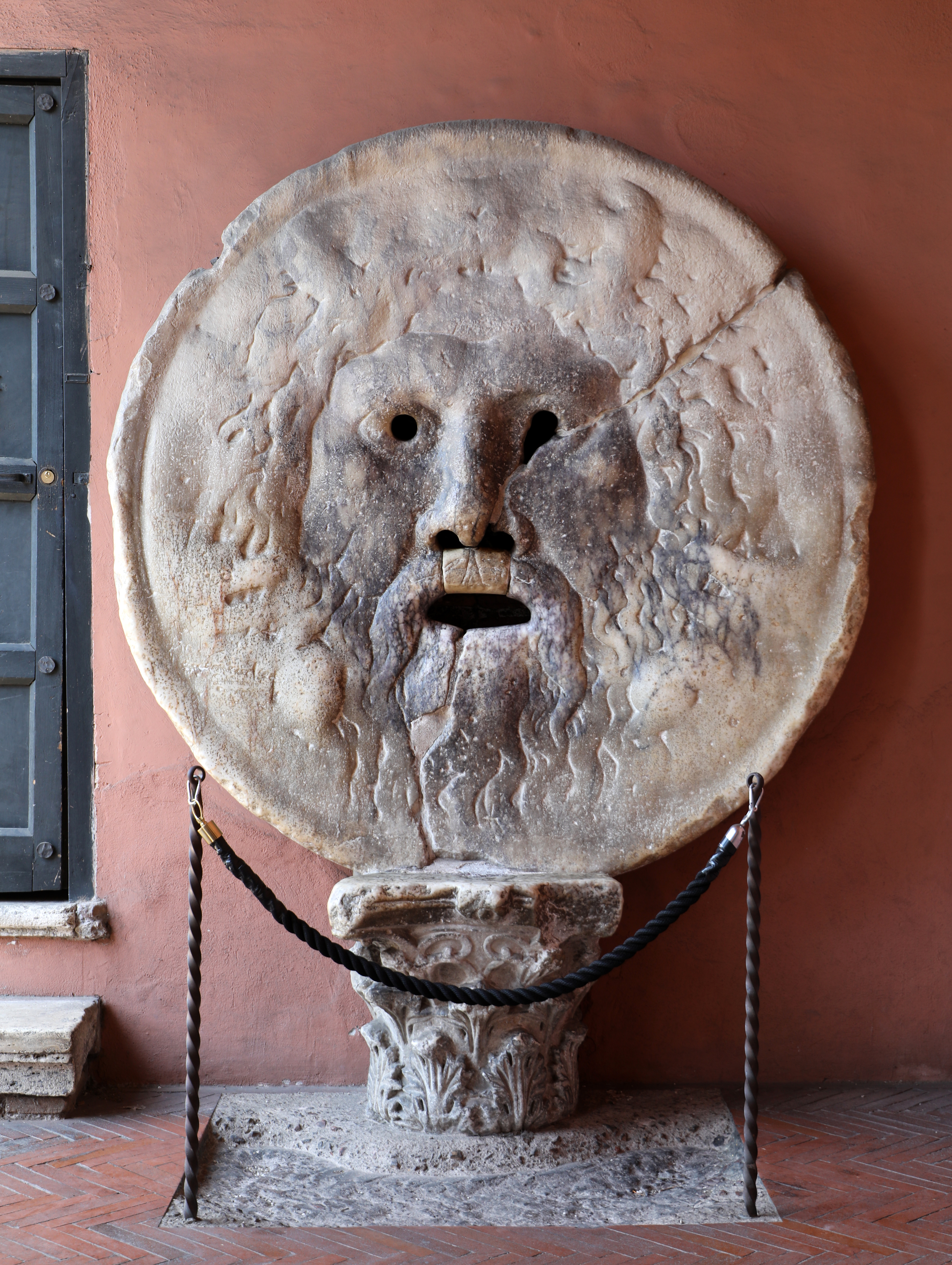
真実の口は、古代ローマの下水管マンホールの蓋であったと言われる。

マンホールは地表開口部を有するものであるが蓋の有無を問わない。しかし、通常、マンホールの開口部には人が誤って落ちないように蓋がしてある。蓋は、風で飛ばされたり、盗難されたり、勝手に開けて中に入られたりするのを防ぐ目的、また、上に車両などの重量物が乗っても耐えるために鉄で作られている（鋳鉄製が多い）。形状は円形が多いが、これは蓋が穴の中に落ちないようにするためである。
マンホールのふたの付加機能として、浮上防止、かぎ構造、転落防止などの機能が付けられる。大量の雨水が管内に流れ込んできたときに空気の逃げ場がないと蓋が飛んでしまうため、予め蓋にはガス抜き用の穴が開いている。
蓋の表面は、車などが通行する場合に滑ることを防止するため凸凹がある。単なる凸凹ではなく意匠としての紋様が描かれていることが多い。管理者が自治体の場合、その自治体の花や郷土芸能などの様子が描かれていたり、市章が入ったりしている。ペンキ等で彩色されている場合もある。さらに、各地域独特の名産や特色をモチーフにしている意匠を取り入れたデザインマンホール（ご当地マンホール）が存在する。

## 保守管理

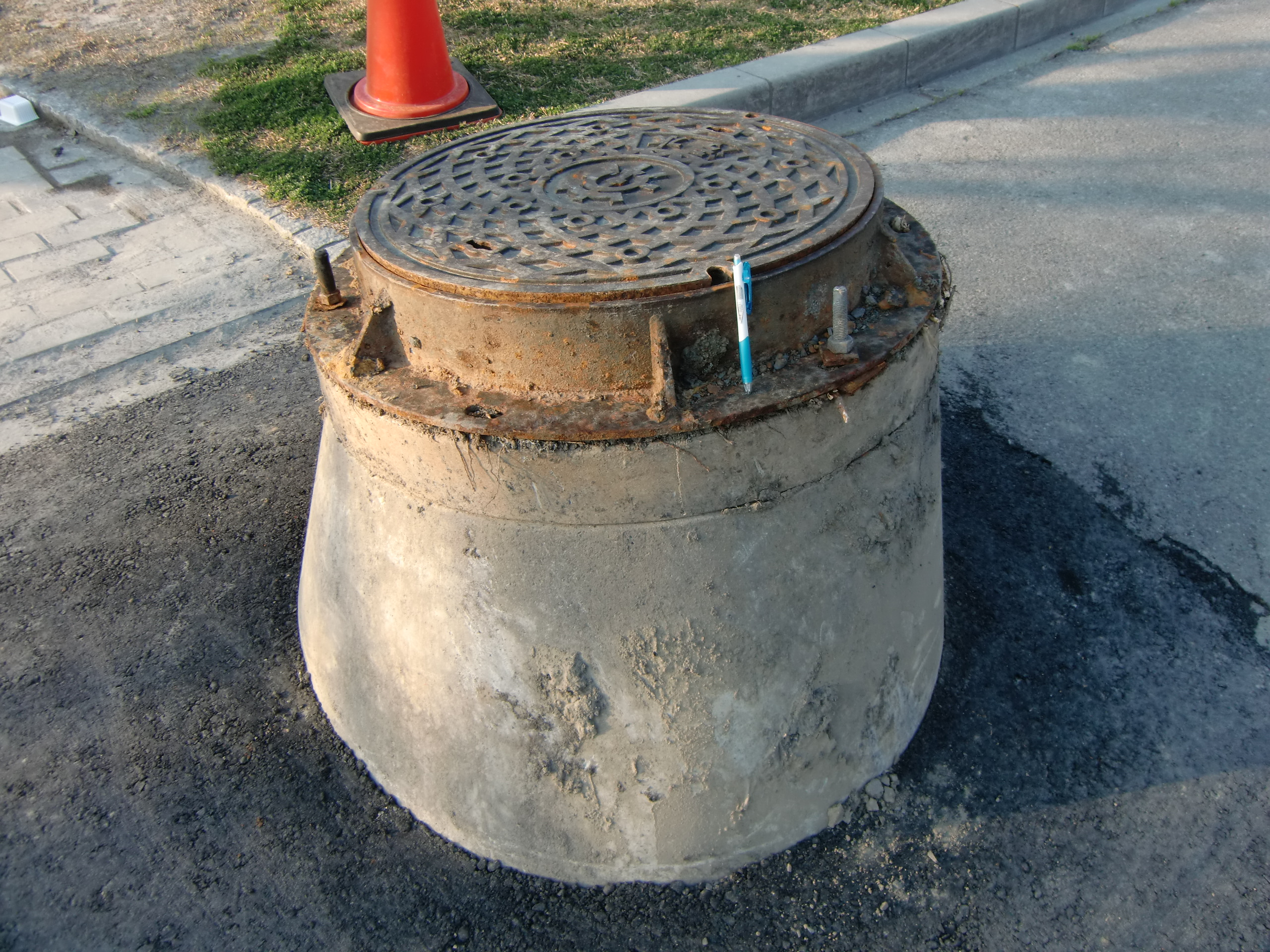
東北地方太平洋沖地震時に液状化現象により浮き上がってしまったマンホール（千葉県浦安市）

### 破損による事故
マンホールについては硫化水素ガスの発生などによる下水道構造物に特有の生物化学侵食（コンクリート腐食）もあるため維持管理が問題となる。マンホールが破損すると、道路陥没、人身事故、交通阻害、下水道の使用中止、下水の流出による地下水や土壌の汚染、悪臭物質の発散、有害ガスの噴出などの影響が出る。

### 内部作業の事故
マンホール内部にはガス等（特に窒素、二酸化炭素や硫化水素）が溜まることがあり、そのためマンホール内部での作業のために中に入った作業員が酸欠やガス中毒等の症状に陥り、最悪の場合死亡することもある。こういった事態を回避するため、マンホールに入る際には事前にガス検知器等で内部の状態を確認することが必要だが、必ずしも徹底されているとは言いがたく、日本では年に数件程度の事故が発生している。

### 蓋をめぐる事故
- マンホールの蓋の浮上・飛散・脱落現象
  - 大雨時、水面の上昇に伴う水圧や空気圧の上昇、被圧空気塊の発生による空気塊の急浮上によってマンホールの蓋が浮上したり吹き飛ぶことがある[13]。
  - 地中のガス配管の破損[14]、側溝から流れ込んだガソリンへの引火[15]などにより、爆発が発生してマンホールの蓋が吹き飛ぶことがある。
  - 韓国ではF-15K戦闘機が機体整備のために陸上を牽引され移動中にマンホールの上を通過したところ、その蓋が落ちて左翼が地面を擦ってしまい破損する事故が発生した事がある[16]。
- 雨天の際、マンホールの蓋は滑りやすくなるので、この上に足を乗せると転んだり、オートバイや自動車のタイヤがスリップして事故を起こしたりする事がある。元プロオートバイレーサーで交通心理学者の山口直範によると、オートバイのライダーにとってマンホールの蓋は晴天時であっても「基本的に避けるもの」である[17]。
- 下水管に配電設備が併設されている場合、マンホールに漏電してこの上を歩いた人間が感電死した事例も存在する。
- 降雪地域の圧雪路では、マンホールにより道路上で極端な段差が生じ、思わぬ事故を招くことがある。下水管を流れる生活排水の水温は、風呂や食器洗いなどにより摂氏10度を超えることがあり、その暖気で圧雪路にあるマンホールの蓋上部分の雪が解ける。北海道札幌市の例によれば、マンホール直上の圧雪路が溶け、周辺の圧雪路との段差が30-40センチメートルの窪みになることもあり、自動車のハンドルが取られる、歩行者が転倒するきっかけとなる[18]。

## マンホールチルドレン
モンゴルなど社会福祉が不十分な国では、保護者を失ったり家出したりした子供が、雨露をしのげる地下坑に住み着き「マンホールチルドレン」と呼ばれることがある。